# Locomotiva FVB 1-5
Le locomotive serie 1–5 della Ferrovia della Valle Brembana erano un gruppo di locomotive elettriche monofasi, costruite all'epoca dell'apertura della linea (1906) per il traino di tutti i treni, passeggeri e merci. A partire dagli anni venti, in seguito all'immissione in servizio delle più potenti locomotive 11–14, le 1–5 furono destinate al traino dei soli treni passeggeri.
Le locomotive furono costruite dalla Breda di Milano, con parte elettrica Westinghouse; l'unità 2 era equipaggiata fin dall'origine con motori più potenti, che garantivano maggiori prestazioni. Dopo la seconda guerra mondiale vennero potenziate anche le unità 4 e 5.
Originariamente in livrea nera, vennero ridipinte in color Isabella negli anni cinquanta. Furono radiate e demolite in seguito alla chiusura della linea nel 1966.